# Arquidiocese de Bolonha
A Arquidiocese de Bolonha (Archidiœcesis Bononiensis) é uma circunscrição eclesiástica da Igreja Católica na Itália, pertencente à Província Eclesiástica de Bolonha e à Conferenza Episcopale Italiana.
Em 2015 ela contava com 947 mil batizados, numa população de 1 milhão de habitantes. É atualmente governada pelo arcebispo dom Matteo Maria Zuppi.

## Território
A Sé está na cidade de Bolonha, onde se acha a catedral de São Pedro.
Da Província fazem parte as Dioceses sufragâneas:
- Diocese de Faenza-Modigliana,
- Arquidiocese de Ferrara-Comacchio,
- Diocese de Imola.

Da arquidiocese de Bolonha fazem parte 416 paróquias, dividas em 14 vicariados. No território, bem 25 igrejas são santuários, 13 das quais na própria cidade de Bolonha.

## História
Existem noticias da presença cristã no território já no III século, com o martírio dos santos Vital, Agrícola e Próculo.
Antes foi sufragânea da Arquidiocese de Milão e da Arquidiocese de Ravena-Cérvia, depois passou ser dependente diretamente da Santa Sé.
Em 10 de dezembro de 1582 o Papa bolonhés Gregório XIII elevou-a ao estatuto de arquidiocese, tendo como sufragâneas Módena, Régio da Emília, Parma, Diocese de Placência-Bobbio, Imola, Cérvia, e Crema.

## Outras imagens

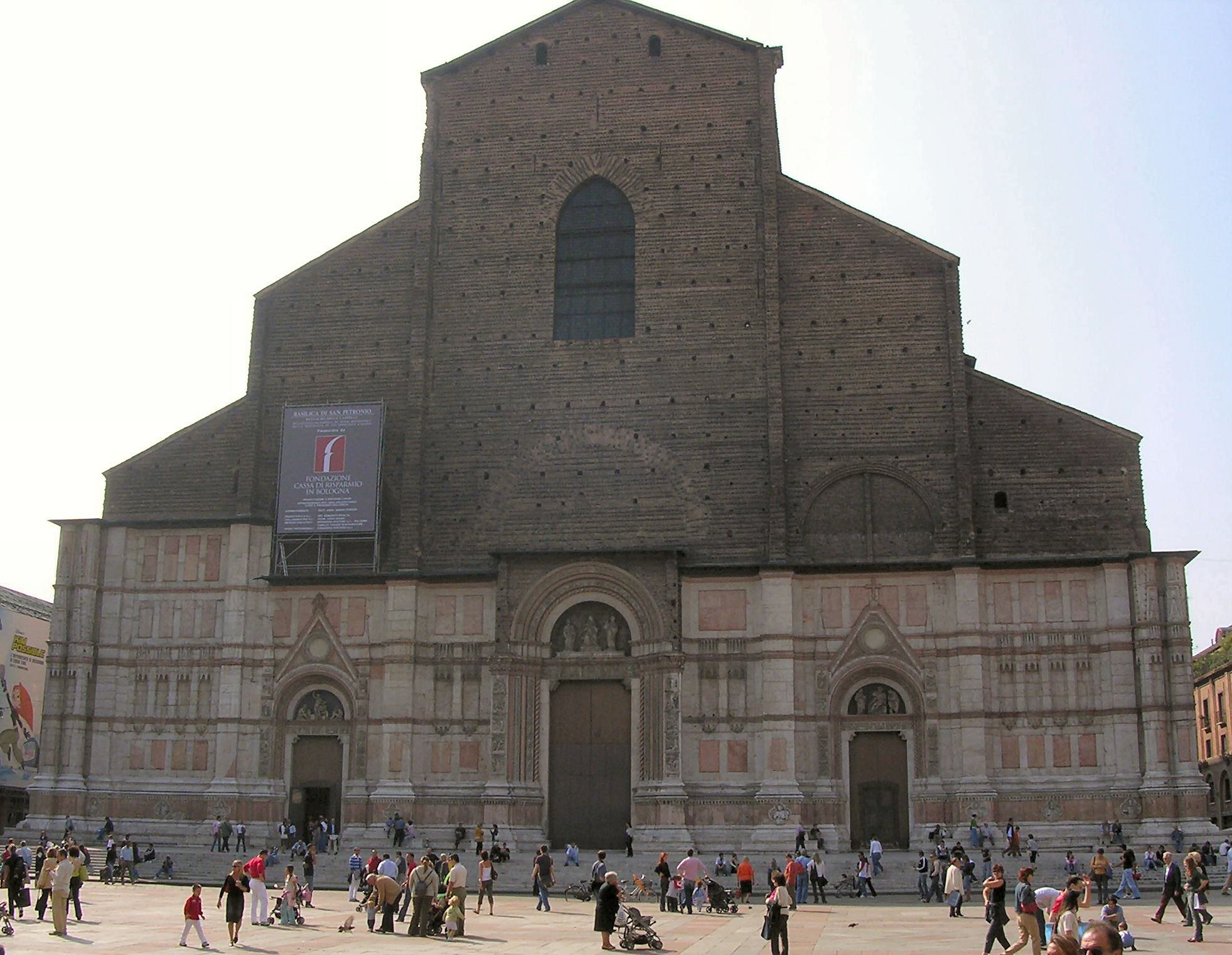
A basílica de São Petrónio.

## Arcebispos Papas
Bem 6 Arcebispos de Bologna foram eleitos Papa:
- Inocêncio VIII
- Nicolau V
- Júlio II
- Gregório XV, natural de Bolonha
- Bento XIV, natural de Bolonha
- Bento XV

Outros 5 Cardeais bolonheses foram eleitos papa:
- Honório I
- Lúcio II
- Gregório XIII
- Papa Inocêncio IX
- São Pio V OP

## Cronologia dos arcebispos e bispos-auxiliares do século XX
Arcebispos recentes:
| #                   | Nome                                           | Período    | Notas                            |
| Arcebispos          | Arcebispos                                     | Arcebispos | Arcebispos                       |
| ------------------- | ---------------------------------------------- | ---------- | -------------------------------- |
|                     | Matteo Maria Cardeal Zuppi                     | 2015-atual |                                  |
|                     | Carlo Cardeal Caffara †                        | 2003-2015  |                                  |
|                     | Giacomo Cardeal Biffi †                        | 1984-2003  |                                  |
|                     | Enrico Manfredini †                            | 1983       |                                  |
|                     | Antonio Cardeal Poma †                         | 1968-1983  |                                  |
|                     | Giacomo Cardeal Lercaro †                      | 1952-1968  |                                  |
|                     | Giovanni Cardeal Naslli Rocca di Corneliano, † | 1921-1952  |                                  |
|                     | Giorgio Cardeal Gusmini, †                     | 1914-1921  |                                  |
|                     | Giacomo Cardeal della Chiesa †                 | 1908-1914  | Eleito Papa Bento XV             |
|                     | Domenico Cardeal Svampa †                      | 1894-1907  |                                  |
| Arcebispo-coadjutor |                                                |            |                                  |
|                     | Antonio Poma †                                 | 1967-1968  |                                  |
| Bispos auxiliares   |                                                |            |                                  |
|                     | Ernesto Vecchi                                 | 1998-2011  |                                  |
|                     | Vincenzo Zarri                                 | 1976-1988  | Nomeado Bispo de Forli-Bertinoro |
|                     | Benito Cocchi                                  | 1974-1982  | Nomeado Bispo de Parma           |
|                     | Marco Cé                                       | 1970-1978  | Nomeado Patriarca de Veneza      |
|                     | Luigi Dardani                                  | 1969-1974  | Nomeado Bispo de Ímola           |
|                     | Luigi Bettazzi                                 | 1963-1966  | Nomeado Bispo de Ivrea           |
|                     | Gilberto Baroni                                | 1954-1963  | Nomeado Bispo de Albenga         |
|                     | Pio Guizzardi                                  | 1936-1944  |                                  |
|                     | Ettore Lodi                                    | 1925-1935  |                                  |
|                     | Giovanni Pranzini                              | 1921-1924  | Nomeado Bispo de Carpi           |
|                     | Vincenzo Bacchi                                | 1906-1912  | Nomeado Bispo de Faenza          |
|                     | Nicola Zoccoli                                 | 1886-1906  |                                  |